# Minami-ku (Okayama)
Pour les articles homonymes, voir Minami-ku (homonymie).
Minami (南区, Minami-ku) est l'un des quatre arrondissements de la ville d'Okayama au Japon. Il est situé au sud-ouest de la ville.
En 2016, sa population est de 168 293 habitants pour une superficie de 127,48 km2, ce qui fait une densité de population de 1 320 hab./km2.

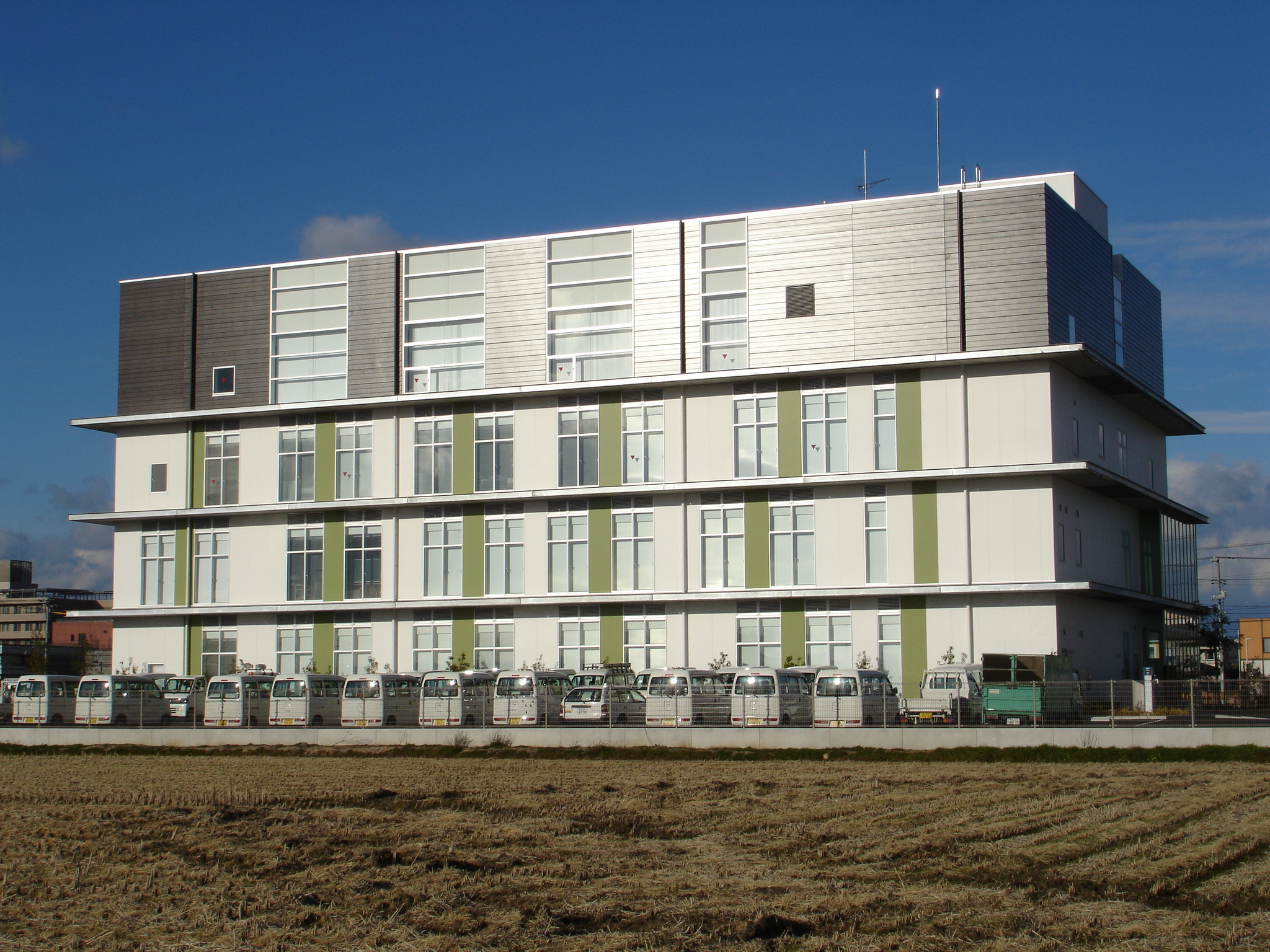
Mairie de l'arrondissement de Minami.

## Histoire
L'arrondissement a été créé en 2009 lorsque Okayama est devenue une ville désignée par ordonnance gouvernementale.

## Transport publics
L'arrondissement est desservi par les lignes Uno et Honshi-Bisan de la JR West.